# Flamin' Hot
Flamin' Hot è un film del 2023 diretto da Eva Longoria, al suo esordio alla regia in un lungometraggio. È basato sul libro A Boy, a Burrito and a Cookie: From Janitor to Executive di Richard Montañez e sulle storie di vita di Montañez e sua moglie Judy.
Il film è stato presentato in anteprima mondiale al South by Southwest l'11 marzo 2023.

## Trama
Richard Montanez, figlio di immigrati messicani, lavorava alla Frito Lay quando gli venne l'idea dei Flamin' Hot Cheetos. La sua creazione, ispirata ai sapori della sua comunità, rivitalizzò Frito Lay e diede una svolta all'industria alimentare.

## Produzione
Nell'agosto del 2019, è stato annunciato che Eva Longoria avrebbe diretto il film con DeVon Franklin alla produzione. Nel maggio del 2021, Jesse Garcia e Annie Gonzalez si sono uniti al cast del film.

## Distribuzione
Il film è stato presentato in anteprima mondiale al South by Southwestl'11 marzo 2023,  prima della sua uscita in streaming su Hulu e Disney+ il 9 giugno 2023.

## Accoglienza
Sull'aggregatore di recensioni Rotten Tomatoes ha un indice di gradimento del 68%, con un voto medio di 6,10 su 10, basato su 128 recensioni.

## Riconoscimenti
- 2024 – Premio Oscar[6]

- - Candidatura alla migliore canzone per The Fire Inside a Diane Warren